# Fiñana
Fiñana é um município da Espanha na província de Almería, comunidade autónoma da Andaluzia, de área 135 km² com população de 2 424 habitantes (2009) e densidade populacional de 17,96 hab/km².

## Demografia
| Variação demográfica do município entre 1991 e 2008 | Variação demográfica do município entre 1991 e 2008 | Variação demográfica do município entre 1991 e 2008 | Variação demográfica do município entre 1991 e 2008 | Variação demográfica do município entre 1991 e 2008 |
| --------------------------------------------------- | --------------------------------------------------- | --------------------------------------------------- | --------------------------------------------------- | --------------------------------------------------- |
| 1991                                                | 1996                                                | 2001                                                | 2004                                                | 2008                                                |
| 2 563                                               | 2 644                                               | 2 514                                               | 2 432                                               | 2 451                                               |